# يوليوس شيلر
يوليوس شيلر (بالألمانية: Julius Schiller)‏ (و. 1580 – 1627 م) هو عالم فلك من ألمانيا . ولد في آوغسبورغ.
توفي في آوغسبورغ، عن عمر يناهز 47 عاماً.

## انظر ايصا
- يوهان باير